# Kim Hyun-ki
Dans ce nom coréen, le nom de famille, Kim, précède le nom personnel.
Pour les articles homonymes, voir Kim.
Kim Hyun-ki (en coréen : 김현기), né le 9 février 1983 à Gangneung, est un sauteur à ski sud-coréen. Il a participé à six éditions des Jeux olympiques entre 1998 et 2018, comme son compatriote Choi Heung-chul.

## Biographie
À seulement 15 ans, Kim prend part à ses premières compétitions majeures aux Jeux olympiques de Nagano en 1998, se classant au-delà du top cinquante. En 1999, il concourt à ses premiers championnats du monde à Ramsau.
Dans la Coupe du monde, il fait ses débuts lors de la saison 1999-2000, où il marque ses premiers points à Willingen (27e).
En 2002, pour sa deuxième participation aux Jeux olympiques à ceux de Salt Lake City, il parvient à améliorer ses classements avec des 36e et 31e places individuel et une huitième position par équipes. En 2005, il marque de nouveau des points en Coupe du monde (3 unités) et retourne aux Championnats du monde à Oberstdorf. Un an plus tard, il établit son meilleur classement dans la Coupe du monde à Sapporo, où il occupe le 21e rang et obtient la place de trentième aux Championnats du monde de vol à ski à Tauplitz. Juste après, il saute pour la troisième fois aux Jeux olympiques lors de l'édition de Turin, où il est 43e et 39e en individuel.
S'il est cinquième d'une épreuve de la Coupe continentale en 2008, il réalise une performance face à des sauteurs de l'élite lors du Grand Prix au mois d'octobre qui suit à Klingenthal.
En 2009 à Yabuli, il réussit sa meilleure performance lors des Universiades, remportant les médailles d'or de la compétition en grand tremplin et celle par équipes et la médaille d'argent au tremplin normal. En septembre 2009, il obtient ses plus grands résultats en Coupe continentale, prenant une deuxième place au nouveau trenplin de Pyeongchang (Alpensia), puis devenant vainqueur le lendemain. Il connaît l'honneur ensuite de prendre part à l'importante Tournée des quatre tremplins, marquant des points pour la Coupe du monde à Oberstdorf (29e). Quelques semaines plus tard, il concourt de nouveau aux Jeux olympiques, terminant 40e et 42e en individuel.
Aux Jeux olympiques d'hiver de 2018, à Pyeongchang, dans son pays, il est éliminé en qualifications lors des deux épreuves individuelles. Il fait alors ses adieux à la compétition, souhaitant devenir entraîneur.

## Palmarès

### Jeux olympiques
| Épreuve / Édition | Nagano 1998 | Salt Lake City 2002 | Turin 2006 | Vancouver 2010 | Sotchi 2014 | Pyeongchang 2018 |
| Petit tremplin    | 59e         | 36e                 | 43e        | 40e            | 42e         | 59e              |
| Grand tremplin    | 51e         | 31e                 | 39e        | 42e            |             | 51e              |
| Par équipes       |             | 8e                  | 13e        |                | 11e         | 13e              |

### Championnats du monde
| Épreuve / Édition | Épreuve / Édition | Ramsau 1999 | Oberstdorf 2005 | Oslo 2011 | Falun 2015 |
| Petit tremplin    | Petit tremplin    | 64e         | 46e             |           |            |
| Grand tremplin    | Grand tremplin    | 61e         | 38e             | 50e       |            |
| Par équipes       | PT                |             | 10e             |           |            |
| Par équipes       | GT                |             | 13e             |           | 11e        |

Légende : PT = petit tremplin, GT = grand tremplin.

### Championnats du monde de vol à ski
| Épreuve / Édition | Kulm 2006 |
| Individuel        | 30e       |

### Coupe du monde
- Meilleur classement général : 65e en 2006.
- Meilleur résultat individuel : 21e.

#### Différents classements en Coupe du monde
| Année     | Classement général final |
| 1999-2000 | 76e                      |
| 2004-2005 | 85e                      |
| 2005-2006 | 65e                      |
| 2009-2010 | 82e                      |

### Universiades
- Zakopane 2001
- Médaille d'argent par équipes.
- Tarvisio 2003
- Médaille d'or par équipes.
- Harbin 2009
- Médaille d'or en individuel grand tremplin
- Médaille d'or par équipes.
- Médaille d'argent en individuel petit tremplin.

### Jeux asiatiques
- Aomori 2003 :
- Médaille d'or par équipes.
- Almaty 2011 :
- Médaille de bronze par équipes.
- Sapporo 2017 :
- Médaille de bronze par équipes.

### Coupe continentale
- 2 podiums, dont 1 victoire.